# Frank Mills
Sir Frank Mills, KCVO, CMG (3 de dezembro de 1923 - 11 de maio de 2006) foi um diplomata britânico. Educado no Emmanuel College, em Cambridge, ele serviu na Reserva Voluntária da Força Aérea Real durante a Segunda Guerra Mundial e depois entrou no Escritório de Relações da Commonwealth em 1946; ele foi secretário particular do Secretário de Estado para Relações da Commonwealth de 1960 a 1962. Ele foi o Alto Comissário do Reino Unido em Gana de 1975 a 1978 e em Bangladesh de 1981 a 1983.
Mills foi nomeado Companheiro da Ordem de São Miguel e São Jorge nas honras de aniversário de 1971 e Cavaleiro Comandante da Real Ordem Vitoriana em 1983.